# Campeonato Mundial de Fórmula 1 de 2002
O Campeonato Mundial de Fórmula 1 de 2002 foi a 53° temporada da Fórmula 1 realizada pela FIA. Teve como campeão o alemão Michael Schumacher, da Ferrari, sendo vice-campeão o brasileiro Rubens Barrichello, também da Ferrari.
Michael Schumacher entra pra história por ser o primeiro piloto a terminar todas as provas da temporada no pódio. Essa temporada foi marcada pelo amplo domínio da equipe Ferrari, que venceu quinze provas em dezessete, um aproveitamento que é superado apenas pelo da McLaren de 1988, que ganhou quinze em dezesseis, além da incrível quantia de nove dobradinhas. A única mancha na temporada ocorreu no GP da Áustria, quando Rubens Barrichello teve um final de semana perfeito e caminhava para sua segunda vitória na categoria, mas a equipe acabou dando a ordem para o brasileiro ceder a posição para Schumacher, que vinha em segundo, fato que revoltou a própria torcida ferrarista. Os "tifosi" vaiaram muito a decisão da equipe italiana. Depois disso, no GP dos Estados Unidos, Shumacher retribuiu a "gentileza" do companheiro de equipe. A Williams e a Mclaren, mais uma vez equipadas, respectivamente, com os motores BMW e Mercedes, e contando com bons pilotos, almejavam bater a equipe italiana, mas decepcionaram. Outras equipes que decepcionaram foram a Renault, que voltava a disputar como equipe principal e cercada de espectativas, mas acabou em quarto lugar e sequer conseguiu um pódio. A Toyota estreou na fórmula 1 para rivalizar com a rival Honda, mas mesmo com um orçamento gigante, acabou marcando apenas dois pontos. A temporada também marcou a falência da equipe inglesa Arrows, deixando o grid com apenas dez equipes até o ano de 2006. 
O brasileiro Felipe Massa, fazendo sua temporada de estreia, acabou marcando 4 pontos, mas no ano seguinte seria preterido pelo alemão Heinz Harald Frentzen, passando a ser piloto de testes da Ferrari. Já Enrique Bernoldi mostrou muita valentia, como quando segurou David Coulthard no GP da Malásia, mas pouco pode fazer com um carro ruim em uma equipe que acabou falindo. Não marcou pontos na temporada. 

## Equipes e pilotos
| Campeão            | Vice-Campeão       | 3º Lugar           |
| ------------------ | ------------------ | ------------------ |
|                    |                    |                    |
| Michael Schumacher | Rubens Barrichello | Juan Pablo Montoya |
| Ferrari            | Ferrari            | Williams-BMW       |

| Equipe                     | Construtor       | Chassis     | Motor                                       | Pneu | No | Piloto                | Piloto(s) de testes                                        |
| -------------------------- | ---------------- | ----------- | ------------------------------------------- | ---- | -- | --------------------- | ---------------------------------------------------------- |
| Scuderia Ferrari Marlboro  | Ferrari          | F2001 F2002 | Ferrari 050 3.0 V10 Ferrari 051 3.0 V10     | B    | 1  | Michael Schumacher    | Luca Badoer Luciano Burti                                  |
| Scuderia Ferrari Marlboro  | Ferrari          | F2001 F2002 | Ferrari 050 3.0 V10 Ferrari 051 3.0 V10     | B    | 2  | Rubens Barrichello    | Luca Badoer Luciano Burti                                  |
| West McLaren Mercedes      | McLaren Mercedes | MP4-17      | Mercedes FO110M 3.0 V10                     | M    | 3  | David Coulthard       | Jean Alesi Alexander Wurz                                  |
| West McLaren Mercedes      | McLaren Mercedes | MP4-17      | Mercedes FO110M 3.0 V10                     | M    | 4  | Kimi Räikkönen        | Jean Alesi Alexander Wurz                                  |
| BMW WilliamsF1 Team        | Williams BMW     | FW24        | BMW P82 3.0 V10                             | M    | 5  | Ralf Schumacher       | Antônio Pizzonia Giorgio Pantano Marc Gené                 |
| BMW WilliamsF1 Team        | Williams BMW     | FW24        | BMW P82 3.0 V10                             | M    | 6  | Juan Pablo Montoya    | Antônio Pizzonia Giorgio Pantano Marc Gené                 |
| Sauber Petronas            | Sauber Petronas  | C21         | Petronas 02A 3.0 V10 (Ferrari 050)          | B    | 7  | Nick Heidfeld         | Neel Jani Jos Verstappen                                   |
| Sauber Petronas            | Sauber Petronas  | C21         | Petronas 02A 3.0 V10 (Ferrari 050)          | B    | 8  | Felipe Massa          | Neel Jani Jos Verstappen                                   |
| Sauber Petronas            | Sauber Petronas  | C21         | Petronas 02A 3.0 V10 (Ferrari 050)          | B    | 8  | Heinz-Harald Frentzen | Neel Jani Jos Verstappen                                   |
| DHL Jordan Honda           | Jordan Honda     | EJ12        | Honda RA002E 3.0 V10                        | B    | 9  | Giancarlo Fisichella  | Ricardo Zonta                                              |
| DHL Jordan Honda           | Jordan Honda     | EJ12        | Honda RA002E 3.0 V10                        | B    | 10 | Takuma Sato           | Ricardo Zonta                                              |
| Lucky Strike BAR Honda     | BAR Honda        | 004         | Honda RA002E 3.0 V10                        | B    | 11 | Jacques Villeneuve    | Darren Manning Anthony Davidson Patrick Lemarié Ryo Fukuda |
| Lucky Strike BAR Honda     | BAR Honda        | 004         | Honda RA002E 3.0 V10                        | B    | 12 | Olivier Panis         | Darren Manning Anthony Davidson Patrick Lemarié Ryo Fukuda |
| Mild Seven Renault F1 Team | Renault          | R202        | Renault RS22 3.0 V10                        | M    | 14 | Jarno Trulli          | Fernando Alonso                                            |
| Mild Seven Renault F1 Team | Renault          | R202        | Renault RS22 3.0 V10                        | M    | 15 | Jenson Button         | Fernando Alonso                                            |
| Jaguar Racing              | Jaguar Cosworth  | R3 R3B      | Cosworth CR-3 3.0 V10 Cosworth CR-4 3.0 V10 | M    | 16 | Eddie Irvine          | André Lotterer James Courtney                              |
| Jaguar Racing              | Jaguar Cosworth  | R3 R3B      | Cosworth CR-3 3.0 V10 Cosworth CR-4 3.0 V10 | M    | 17 | Pedro de la Rosa      | André Lotterer James Courtney                              |
| Orange Arrows Cosworth     | Arrows           | A23         | Cosworth CR-3 3.0 V10                       | B    | 20 | Heinz-Harald Frentzen |                                                            |
| Orange Arrows Cosworth     | Arrows           | A23         | Cosworth CR-3 3.0 V10                       | B    | 21 | Enrique Bernoldi      |                                                            |
| KL Minardi Asiatech        | Minardi Asiatech | PS02        | Asiatech (Peugeot rebatizados) AT02 3.0 V10 | M    | 22 | Alex Yoong            | Tarso Marques Matteo Bobbi Sergey Zlobin Jirko Malchárek   |
| KL Minardi Asiatech        | Minardi Asiatech | PS02        | Asiatech (Peugeot rebatizados) AT02 3.0 V10 | M    | 22 | Anthony Davidson      | Tarso Marques Matteo Bobbi Sergey Zlobin Jirko Malchárek   |
| KL Minardi Asiatech        | Minardi Asiatech | PS02        | Asiatech (Peugeot rebatizados) AT02 3.0 V10 | M    | 23 | Mark Webber           | Tarso Marques Matteo Bobbi Sergey Zlobin Jirko Malchárek   |
| Panasonic Toyota Racing    | Toyota           | TF102       | Toyota RVX-02 3.0 V10                       | M    | 24 | Mika Salo             | Ryan Briscoe Stéphane Sarrazin                             |
| Panasonic Toyota Racing    | Toyota           | TF102       | Toyota RVX-02 3.0 V10                       | M    | 25 | Allan McNish          | Ryan Briscoe Stéphane Sarrazin                             |

## Trocas de pilotos
|                       | Começo do Campeonato | Começo do Campeonato      | Começo do Campeonato | Começo do Campeonato       | Durante o Campeonato | Durante o Campeonato     |
| Piloto                | Antes                | Antes                     | Depois               | Depois                     | Durante o Campeonato | Durante o Campeonato     |
| Piloto                | Equipe               | Posição                   | Equipe               | Posição                    | Equipe               | Posição                  |
| --------------------- | -------------------- | ------------------------- | -------------------- | -------------------------- | -------------------- | ------------------------ |
| Mika Hakkinen         | McLaren              | Piloto de Corrida         | -                    | Aposentadoria da Fórmula 1 |                      |                          |
| Kimi Raikkonen        | Sauber               | Piloto de Corrida         | McLaren              | Piloto de Corrida          |                      |                          |
| Giancarlo Fisichella  | Benetton / Renault   | Piloto de Corrida         | Jordan               | Piloto de Corrida          |                      |                          |
| Jarno Trulli          | Jordan               | Piloto de Corrida         | Benetton / Renault   | Piloto de Corrida          |                      |                          |
| Heinz-Harald Frentzen | Jordan               | Piloto de Corrida         | Sauber               | Piloto de Testes           | Arrows               | Piloto de Corrida        |
| Ricardo Zonta         | Jordan               | Piloto de Corrida         | Jordan               | Piloto de Testes           |                      |                          |
| Jean Alesi            | Jordan               | Piloto de Corrida         | McLaren              | Piloto de Testes           | -                    | DTM                      |
| Jos Verstappen        | Arrows               | Piloto de Corrida         | Sauber               | Piloto de Testes           |                      |                          |
| Felipe Massa          | Sauber               | Piloto de Testes          | Sauber               | Piloto de Corrida          |                      |                          |
| Luciano Burti         | Prost                | Piloto de Corrida         | Ferrari              | Piloto de Testes           |                      |                          |
| Tarso Marques         | Minardi              | Piloto de Corrida         | Minardi              | Piloto de Testes           | -                    | Aposentoria da Formula 1 |
| Fernando Alonso       | Minardi              | Piloto de Corrida         | Benetton / Renault   | Piloto de Testes           |                      |                          |
| Anthony Davinson      | BAR                  | Piloto de Testes          | Minardi              | Piloto de Corrida          |                      |                          |
| Gastón Mazzacane      | Prost                | Piloto de Corrida         | -                    | Aposentoria da Formula 1   |                      |                          |
| Tomás Enge            | Prost                | Piloto de Corrida         | -                    | Formula 3000               |                      |                          |
| Mika Salo             | Toyota               | Piloto de Desenvolvimento | Toyota               | Piloto de Corrida          |                      |                          |
| Allan Mcnish          | -                    | WEC                       | Toyota               | Piloto de Corrida          |                      |                          |
| Mark Webber           | Benetton / Renault   | Piloto de Testes          | Minardi              | Piloto de Corrida          |                      |                          |
| Antônio Pizzonia      | -                    | Formula 3000              | Williams             | Piloto de Desenvolvimento  |                      |                          |
| Giorgio Pantano       | -                    | -                         | Williams             | Piloto de Testes           |                      |                          |
| Takuma Sato           | BAR                  | Piloto de Testes          | Jordan               | Piloto de Corrida          |                      |                          |
| Ryo Fukuda            | -                    | Formula 3 Francesa        | BAR                  | Piloto de Testes           |                      |                          |
| Johnny Herbert        | Arrows               | Piloto de Testes          | -                    | -                          |                      |                          |
| Neel Jani             | -                    | Formula Renault Italiana  | Sauber               | Piloto de Testes           |                      |                          |
| Tomas Schekter        | Jaguar               | Piloto de Testes          | -                    | Dispensado                 |                      |                          |
| André Lotterer        | -                    | Masters de Formula 3      | Jaguar               | Piloto de Testes           |                      |                          |
| James Courtney        | -                    | Formula 3                 | Jaguar               | Piloto de Testes           |                      |                          |
| Matteo Bobbi          | -                    | -                         | Minardi              | Piloto de Testes           |                      |                          |
| Sergey Zoblin         | -                    | -                         | Minardi              | Piloto de Testes           |                      |                          |
| Jirko Malchárek       | -                    | -                         | Minardi              | Piloto de Testes           |                      |                          |
| Stephane Sarrazin     | Prost                | Piloto de Testes          | Toyota               | Piloto de Testes           |                      |                          |
| Pedro de la Rosa      | Prost                | Piloto de Testes          | Jaguar               | Piloto de Corrida          |                      |                          |
| Ryan Briscoe          | -                    | -                         | Toyota               | Piloto de Testes           |                      |                          |

- Ferrari: Pela terceira temporada consecutiva, Michael Schumacher e Rubens Barrichello formaram a dupla de pilotos. O alemão sagrou-se pentacampeão com seis provas de antecedência, mas também envolveu-se na polêmica chegada do GP da Áustria, quando superou Barrichello na linha de chegada, e no GP dos EUA, cedeu a vitória ao brasileiro, que ganhou a prova por apenas 11 centésimos de vantagem.
- McLaren: Na primeira temporada após a saída de Mika Häkkinen, Kimi Räikkönen foi contratado para o lugar do bicampeão. O escocês David Coulthard permaneceu no time de Woking pela sétima temporada consecutiva.
- Williams: Assim como em 2001, Juan Pablo Montoya e Ralf Schumacher formaram a dupla de pilotos na equipe de Grove.
- Sauber: Após perder Kimi Räikkönen para a McLaren, a escuderia suíça mantém o alemão Nick Heidfeld, e para o lugar do finlandês, contrata o brasileiro Felipe Massa. Heinz-Harald Frentzen, que estreara na F-1 pela Sauber e correra pelo time até 1996, foi contratado para suceder Massa, afastado por decisão de Peter Sauber, apenas para disputar o GP dos EUA.
- Jordan: Em decadência, a equipe de Eddie Jordan contrata Giancarlo Fisichella e o estreante japonês Takuma Sato, apoiado pela Honda. O melhor resultado da Jordan em 2002 foi um quinto lugar, obtido quatro vezes (3 com "Fisico" e uma com Sato).
- BAR: A equipe britânica permanece com o canadense Jacques Villeneuve e o francês Olivier Panis para a disputa do campeonato.
- Renault: 17 anos depois, a Renault voltaria à F1 com equipe própria um ano após comprar o espólio da Benetton. O inglês Jenson Button seguiu no time, que contrata ainda o italiano Jarno Trulli para substituir o compatriota Giancarlo Fisichella, que fora para a Jordan.
- Jaguar Racing: Eddie Irvine, em sua última temporada na F-1, teve mais uma vez o espanhol Pedro de la Rosa para ser companheiro de equipe.
- Arrows: Em crise financeira, a equipe de Tom Walkinshaw contrata Heinz-Harald Frentzen e mantém Enrique Bernoldi para 2002. Não chegou a encerrar a temporada, e o alemão, para não ficar desempregado, assinou com a Sauber, enquanto o brasileiro não voltou a disputar provas da categoria.
- Minardi: Com apoio do governo de seu país, o malaio Alex Yoong é efetivado na equipe de Faenza, que ainda contrata o australiano Mark Webber. Este último, inclusive, marcou seus primeiros pontos na F-1 no GP realizado em seu país com um quinto lugar, chegando inclusive a subir no pódio para comemorar. Yoong não chegou a largar em 3 corridas, e foi afastado pela Minardi, que ainda teve o inglês Anthony Davidson, piloto de testes da BAR, como substituto do malaio.
- Toyota: estreante na F-1, a Toyota disputou sua primeira temporada com dois veteranos: o finlandês Mika Salo e o escocês Allan McNish, que estrearia como titular. A equipe marcou apenas 2 pontos, ambos com Salo, enquanto McNish não pontuou. O escocês ainda sofreria um violento acidente nos treinos para o GP do Japão, quando seu carro perdeu o controle na curva 130R de Suzuka, mas escapou ileso.

### Outras mudanças
- Luciano Burti: recuperado do grave acidente sofrido em Spa-Francorchamps, em 2001, o brasileiro voltaria à F-1 para ser piloto de testes da Ferrari, função que desempenharia até 2004.
- Jean Alesi: em seus últimos contatos com carros de F-1, Alesi assinou com a McLaren para ser piloto de testes, condição incluída no contrato assinado com a Mercedes-Benz para o francês disputar o DTM.
- Jos Verstappen: dispensado da Arrows, o holandês foi piloto de testes da Sauber juntamente com o jovem suíço Neel Jani.
- Fernando Alonso: após uma temporada de aprendizado em 2001, Alonso voltaria à Renault em 2002 como piloto de testes.
- Tarso Marques: substituído pelo malaio Alex Yoong, Tarso Marques foi relegado à função de piloto de testes da Minardi. Jirko Malchárek, ex-ministro da economia da Eslováquia, chegou também a ser test-driver da equipe de Faenza.

## Dart-Phoenix: a equipe que nunca correu
A equipe Dart-Phoenix não teve sua participação na temporada permitida. O carro já estava pronto e treinava normalmente, e a dupla seria formada pelo brasileiro Tarso Marques e pelo argentino Gastón Mazzacane. A escuderia comprara o espólio da Prost Grand Prix, que entrara em falência no início de 2002 e antes do GP da Austrália inscreveu-se com o nome "Dart".
O time, que utilizaria o Prost AP04 de 2001 equipado com motores Hart usados pela Arrows em 1999 e com a transmissão do carro de três lugares da própria Arrows, não chegou a se inscrever para a prova, mudando seu nome para "Phoenix". Antes do GP da Malásia, a Dart-Phoenix entrou na justiça para que a FIA liberasse a equipe para correr a partir daquela etapa, mas não teve êxito (Mazzacane chegou até a ir para a Malásia visando disputar a corrida), pois o pedido foi indeferido e caso fosse aceito, a estreia só aconteceria em Mônaco.
Na primeira instância, o pedido foi aceito e a Dart foi anunciada como a décima-segunda equipe da F-1. Entretanto, a FIA recorreu e o veredito final saiu em maio: a equipe teria seu registro de inscrição oficialmente negado, pois, segundo a entidade máxima do automobilismo, "só serviria para manchar a honra do esporte". Além do pedido negado, problemas financeiros viriam a prejudicar a Dart-Phoenix, que seria obrigada a pagar 48 milhões de dólares para correr, já que seria considerada uma equipe novata. A Minardi também reclamou pois, caso a Dart corresse, a equipe italiana não teria direito aos milhões de dólares que teria direito, por conta da ausência da Prost, em ser a décima-segunda equipe de F-1.

## Calendário
| Prova | Grande Prêmio      | Data           | Local             |
| ----- | ------------------ | -------------- | ----------------- |
| 1     | GP da Austrália    | 3 de Março     | Melbourne         |
| 2     | GP da Malásia      | 17 de Março    | Sepang            |
| 3     | GP do Brasil       | 31 de Março    | Interlagos        |
| 4     | GP de San Marino   | 14 de Abril    | Imola             |
| 5     | GP da Espanha      | 28 de Abril    | Catalunya         |
| 6     | GP da Áustria      | 12 de Maio     | A1-Ring           |
| 7     | GP de Mônaco       | 26 de Maio     | Mônaco            |
| 8     | GP do Canadá       | 9 de Junho     | Montreal          |
| 9     | GP da Europa       | 23 de Junho    | Nürburgring       |
| 10    | GP da Grã-Bretanha | 7 de Julho     | Silverstone       |
| 11    | GP da França       | 21 de Julho    | Magny-Cours       |
| 12    | GP da Alemanha     | 28 de Julho    | Hockenheimring    |
| 13    | GP da Hungria      | 18 de Agosto   | Hungaroring       |
| 14    | GP da Bélgica      | 1 de Setembro  | Spa-Francorchamps |
| 15    | GP da Itália       | 15 de Setembro | Monza             |
| 16    | GP dos EUA         | 29 de Setembro | Indianapolis      |
| 17    | GP do Japão        | 13 de Outubro  | Suzuka            |

## Resultados

### Grandes Prêmios
| GP | Grande Prêmio      | Pole Position      | Volta mais rápida  | Vencedor           | Equipe           | Descrição |
| -- | ------------------ | ------------------ | ------------------ | ------------------ | ---------------- | --------- |
| 1  | GP da Austrália    | Rubens Barrichello | Kimi Räikkönen     | Michael Schumacher | Ferrari          | Detalhes  |
| 2  | GP da Malásia      | Michael Schumacher | Juan Pablo Montoya | Ralf Schumacher    | Williams-BMW     | Detalhes  |
| 3  | GP do Brasil       | Juan Pablo Montoya | Juan Pablo Montoya | Michael Schumacher | Ferrari          | Detalhes  |
| 4  | GP de San Marino   | Michael Schumacher | Rubens Barrichello | Michael Schumacher | Ferrari          | Detalhes  |
| 5  | GP da Espanha      | Michael Schumacher | Michael Schumacher | Michael Schumacher | Ferrari          | Detalhes  |
| 6  | GP da Áustria      | Rubens Barrichello | Michael Schumacher | Michael Schumacher | Ferrari          | Detalhes  |
| 7  | GP de Mônaco       | Juan Pablo Montoya | Rubens Barrichello | David Coulthard    | McLaren-Mercedes | Detalhes  |
| 8  | GP do Canadá       | Juan Pablo Montoya | Juan Pablo Montoya | Michael Schumacher | Ferrari          | Detalhes  |
| 9  | GP da Europa       | Juan Pablo Montoya | Michael Schumacher | Rubens Barrichello | Ferrari          | Detalhes  |
| 10 | GP da Grã-Bretanha | Juan Pablo Montoya | Rubens Barrichello | Michael Schumacher | Ferrari          | Detalhes  |
| 11 | GP da França       | Juan Pablo Montoya | David Coulthard    | Michael Schumacher | Ferrari          | Detalhes  |
| 12 | GP da Alemanha     | Michael Schumacher | Michael Schumacher | Michael Schumacher | Ferrari          | Detalhes  |
| 13 | GP da Hungria      | Rubens Barrichello | Michael Schumacher | Rubens Barrichello | Ferrari          | Detalhes  |
| 14 | GP da Bélgica      | Michael Schumacher | Michael Schumacher | Michael Schumacher | Ferrari          | Detalhes  |
| 15 | GP da Itália       | Juan Pablo Montoya | Rubens Barrichello | Rubens Barrichello | Ferrari          | Detalhes  |
| 16 | GP dos EUA         | Michael Schumacher | Rubens Barrichello | Rubens Barrichello | Ferrari          | Detalhes  |
| 17 | GP do Japão        | Michael Schumacher | Michael Schumacher | Michael Schumacher | Ferrari          | Detalhes  |

### Classificação
| Pos | Piloto                | AUS | MAL | BRA | SMR | ESP | AUT | MON | CAN | EUR | UKR | FRA | GER | HUN | BEL | ITA | USA | JAP | Pontos |
| --- | --------------------- | --- | --- | --- | --- | --- | --- | --- | --- | --- | --- | --- | --- | --- | --- | --- | --- | --- | ------ |
| 1   | Michael Schumacher    | 1   | 3   | 1   | 1   | 1   | 1   | 2   | 1   | 2   | 1   | 1   | 1   | 2   | 1   | 2   | 2   | 1   | 144    |
| 2   | Rubens Barrichello    | Ret | Ret | Ret | 2   | DNS | 2   | 7   | 3   | 1   | 2   | DNS | 4   | 1   | 2   | 1   | 1   | 2   | 77     |
| 3   | Juan Pablo Montoya    | 2   | 2   | 5   | 4   | 2   | 3   | Ret | Ret | Ret | 3   | 4   | 2   | 11  | 3   | Ret | 4   | 4   | 50     |
| 4   | Ralf Schumacher       | Ret | 1   | 2   | 3   | 11† | 4   | 3   | 7   | 4   | 8   | 5   | 3   | 3   | 5   | Ret | 16  | 11† | 42     |
| 5   | David Coulthard       | Ret | Ret | 3   | 6   | 3   | 6   | 1   | 2   | Ret | 10  | 3   | 5   | 5   | 4   | 7   | 3   | Ret | 41     |
| 6   | Kimi Räikkönen        | 3   | Ret | 12† | Ret | Ret | Ret | Ret | 4   | 3   | Ret | 2   | Ret | 4   | Ret | Ret | Ret | 3   | 24     |
| 7   | Jenson Button         | Ret | 4   | 4   | 5   | 12† | 7   | Ret | 15† | 5   | 12† | 6   | Ret | Ret | Ret | 5   | 8   | 6   | 14     |
| 8   | Jarno Trulli          | Ret | Ret | Ret | 9   | 10† | Ret | 4   | 6   | 8   | Ret | Ret | Ret | 8   | Ret | 4   | 5   | Ret | 9      |
| 9   | Eddie Irvine          | 4   | Ret | 7   | Ret | Ret | Ret | 9   | Ret | Ret | Ret | Ret | Ret | Ret | 6   | 3   | 10  | 9   | 8      |
| 10  | Nick Heidfeld         | Ret | 5   | Ret | 10  | 4   | Ret | 8   | 12  | 7   | 6   | 7   | 6   | 9   | 10  | 10  | 9   | 7   | 7      |
| 11  | Giancarlo Fisichella  | Ret | 13  | Ret | Ret | Ret | 5   | 5   | 5   | Ret | 7   | DNQ | Ret | 6   | Ret | 8   | 7   | Ret | 7      |
| 12  | Jacques Villeneuve    | Ret | 8   | 10† | 7   | 7   | 10† | Ret | Ret | 12  | 4   | Ret | Ret | Ret | 8   | 9   | 6   | Ret | 4      |
| 13  | Felipe Massa          | Ret | 6   | Ret | 8   | 5   | Ret | Ret | 9   | 6   | 9   | Ret | 7   | 7   | Ret | Ret |     | Ret | 4      |
| 14  | Olivier Panis         | Ret | Ret | Ret | Ret | Ret | Ret | Ret | 8   | 9   | 5   | Ret | Ret | 12  | 12† | 6   | 12  | Ret | 3      |
| 15  | Takuma Sato           | Ret | 9   | 9   | Ret | Ret | Ret | Ret | 10  | 16  | Ret | Ret | 8   | 10  | 11  | 12  | 11  | 5   | 2      |
| 16  | Mark Webber           | 5   | Ret | 11  | 11  | DNS | 12  | 11  | 11  | 15  | Ret | 8   | Ret | 16  | Ret | Ret | Ret | 10  | 2      |
| 17  | Mika Salo             | 6   | 12  | 6   | Ret | 9   | 8   | Ret | Ret | Ret | Ret | Ret | 9   | 15  | 7   | 11  | 14  | 8   | 2      |
| 18  | Heinz-Harald Frentzen | DSQ | 11  | Ret | Ret | 6   | 11  | 6   | 13  | 13  | Ret | DNQ | Ret |     |     |     | 13  |     | 2      |
| 19  | Allan McNish          | Ret | 7   | Ret | Ret | 8   | 9   | Ret | Ret | 14  | Ret | 11† | Ret | 14  | 9   | Ret | 15  | DNS | 0      |
| 20  | Alex Yoong            | 7   | Ret | 13  | DNQ | DNS | Ret | Ret | 14  | Ret | DNQ | 10  | DNQ |     |     | 13  | Ret | Ret | 0      |
| 21  | Pedro de la Rosa      | 8   | 10  | 8   | Ret | Ret | Ret | 10  | Ret | 11  | 11  | 9   | Ret | 13  | Ret | Ret | Ret | Ret | 0      |
| 22  | Enrique Bernoldi      | DSQ | Ret | Ret | Ret | Ret | Ret | 12  | Ret | 10  | Ret | DNQ | Ret |     |     |     |     |     | 0      |
| 23  | Anthony Davidson      |     |     |     |     |     |     |     |     |     |     |     |     | Ret | Ret |     |     |     | 0      |
| Pos | Piloto                | AUS | MAL | BRA | SMR | ESP | AUT | MON | CAN | EUR | GBR | FRA | GER | HUN | BEL | ITA | USA | JPN | Pontos |

| Cor        | Resultado             |
| ---------- | --------------------- |
| Ouro       | Vencedor              |
| Prata      | 2.º lugar             |
| Bronze     | 3.º lugar             |
| Verde      | Terminou, nos pontos  |
| Azul       | Terminou, sem pontos  |
| Púrpura    | Ret – Retirou-se      |
| Vermelho   | NQ – Não qualificado  |
| Preto      | DSQ – Desqualificado  |
| Branco     | NL – Não largou       |
| Branco     | C – Corrida cancelada |
| Azul claro | AT – Apenas Treino    |
| Sem cor    | NP – Não participou   |
| Sem cor    | Les – Lesionado       |
| Sem cor    | EX – Excluído         |

- Em negrito indica pole position e itálico volta mais rápida.

### Pilotos
| Pos | Piloto                | Construtor(es) | Corridas | Vitórias | Pódiuns | Poles | V.rápidas | Subtotal de Pontos | Pontos |
| --- | --------------------- | -------------- | -------- | -------- | ------- | ----- | --------- | ------------------ | ------ |
| 1   | Michael Schumacher    | Ferrari        | 17       | 11       | 17      | 7     | 7         | 144                | 144    |
| 2   | Rubens Barrichello    | Ferrari        | 15       | 4        | 10      | 3     | 5         | 77                 | 77     |
| 3   | Juan Pablo Montoya    | Williams       | 17       | 0        | 7       | 7     | 3         | 50                 | 50     |
| 4   | Ralf Schumacher       | Williams       | 17       | 1        | 6       | 0     | 0         | 42                 | 42     |
| 5   | David Coulthard       | McLaren        | 17       | 1        | 6       | 0     | 1         | 41                 | 41     |
| 6   | Kimi Räikkönen        | McLaren        | 17       | 0        | 4       | 0     | 1         | 24                 | 24     |
| 7   | Jenson Button         | Renault        | 17       | 0        | 0       | 0     | 0         | 14                 | 14     |
| 8   | Jarno Trulli          | Renault        | 17       | 0        | 0       | 0     | 0         | 9                  | 9      |
| 9   | Eddie Irvine          | Jaguar         | 17       | 0        | 1       | 0     | 0         | 8                  | 8      |
| 10  | Nick Heidfeld         | Sauber         | 17       | 0        | 0       | 0     | 0         | 7                  | 7      |
| 11  | Giancarlo Fisichella  | Jordan         | 16       | 0        | 0       | 0     | 0         | 7                  | 7      |
| 12  | Jacques Villeneuve    | BAR            | 17       | 0        | 0       | 0     | 0         | 4                  | 4      |
| 13  | Felipe Massa          | Sauber         | 16       | 0        | 0       | 0     | 0         | 4                  | 4      |
| 14  | Olivier Panis         | BAR            | 17       | 0        | 0       | 0     | 0         | 3                  | 3      |
| 15  | Takuma Sato           | Jordan         | 17       | 0        | 0       | 0     | 0         | 2                  | 2      |
| 16  | Mark Webber           | Minardi        | 16       | 0        | 0       | 0     | 0         | 2                  | 2      |
| 17  | Mika Salo             | Toyota         | 17       | 0        | 0       | 0     | 0         | 2                  | 2      |
| 18  | Heinz-Harald Frentzen | Arrows Sauber  | 11 1     | 0        | 0       | 0     | 0         | 2 0                | 2      |
| 19  | Allan McNish          | Toyota         | 16       | 0        | 0       | 0     | 0         | 0                  | 0      |
| 20  | Alex Yoong            | Minardi        | 11       | 0        | 0       | 0     | 0         | 0                  | 0      |
| 21  | Pedro de la Rosa      | Jaguar         | 17       | 0        | 0       | 0     | 0         | 0                  | 0      |
| 22  | Enrique Bernoldi      | Arrows         | 11       | 0        | 0       | 0     | 0         | 0                  | 0      |
| 23  | Anthony Davidson      | Minardi        | 2        | 0        | 0       | 0     | 0         | 0                  | 0      |

### Campeonato de Construtores
| Pos | Construtor | Chassi      | Motor                                     | Pneu | Pontos | Vitórias | Pódiums | Poles |
| --- | ---------- | ----------- | ----------------------------------------- | ---- | ------ | -------- | ------- | ----- |
| 1   | Ferrari    | F2001 F2002 | Ferrari 050 V10 Ferrari 051 V10           | B    | 221    | 15       | 27      | 10    |
| 2   | Williams   | FW24        | BMW P82 V10                               | M    | 92     | 1        | 13      | 7     |
| 3   | McLaren    | MP4-17      | Mercedes F0110M V10                       | M    | 65     | 1        | 10      |       |
| 4   | Renault    | R202        | RS22 V10                                  | M    | 23     |          |         |       |
| 5   | Sauber     | C21         | Petronas 02A (Ferrari 050 rebatizado) V10 | B    | 11     |          |         |       |
| 6   | Jordan     | EJ12        | Honda RA002E V10                          | B    | 9      |          |         |       |
| 7   | Jaguar     | R3 R3B      | Cosworth CR-3 V10 Cosworth CR-4 V10       | M    | 8      |          | 1       |       |
| 8   | BAR        | 004         | Honda RA002E V10                          | B    | 7      |          |         |       |
| 9   | Minardi    | PS02        | Asiatech AT02 (Peugeot rebatizado) V10    | M    | 2      |          |         |       |
| 10  | Toyota     | TF102       | RVX-02 V10                                | M    | 2      |          |         |       |
| 11  | Arrows     | A23         | Cosworth CR-3 V10                         | B    | 2      |          |         |       |